# Bauer-Márkfi Herman
Bauer-Márkfi Herman (Bauer Marcussohn Herman; Szenic, 1801 – Szeged, 1874. március 14.) a szegedi zsidó hitközség titkára, majd jegyzője.

## Élete
Tanítóként a makói izraelita iskolánál nyert alkalmazást, ugyanitt jegyző is, majd innen 1834-ben a szegedi zsidó hitközség választotta meg jegyzőjének, ahol 1862-es nyugalomba vonulásáig működött kiváló eredménnyel.
Jeles hebraista és talmud-tudós volt, aki ugyanakkor magyar és német nyelvű hitszónoklatokat is tartott. Jelentős hatással volt a zsidók magyarosodására.
Állandó irodalmi munkásságot folytatott, munkatársa volt a Bécsben megjelenő „Bikuró Hoittim” című héber nyelvű tudományos folyóiratnak (Steinschneider számos itteni értekezését sorolja fel). 1841. március 23-án héber-magyar zsebszótárra hirdetett meg aláírási felszólítást (a 8 füzetre tervezett munka kéziratban már készen volt). Bauer volt az első zsidó, aki magyar nyelven bölcseleti tanulmányt írt Mendelssohn Phaedon-ja nyomán A lélek címmel.

## Külön megjelent művei
- Fromme Ansichten. Szeged, 1837
- Ünnepélyes beszéd. Irta és a szegedi izr. Egyháznak 1843 máj. 19. megült felszentelésekor elmondta. Szeged, 1843
- Gyászhang t. Pálffy János úr, Szeged város tanácsnoka gyászünnepélyére. Szeged, 1844
- Eine Freudensstimme (a csongrádi főispán iktatása alkalm.) Szeged, 1852

Műfordításai:
- A lélek halhatatlanságáról. Szeged, 1836. Két füzet. (Magyarosította B. I., Mendelssohn Phaedonja nyomán)
- Selomoh[2] hasonlatai. Magyarítá B.… Buda, 1844 (Salamon példabeszédei magyar és héber szöveggel, a M. K. Egyetem betűivel.)